# Eduardo Garland
Eduardo Garland Roel  (Lima, 22 de marzo de 1894-22 de diciembre de 1982) diplomático y abogado peruano. Fue ministro plenipotenciario en República Dominicana y Suecia y embajador en Bolivia, Venezuela e Italia.

## Biografía
Nacido en Lima, sus padres fueron Alejandro Garland von Lotten y Eloyda Roel Mendívil. Fue primo hermano del también diplomático Antonio Garland y de la primera dama Enriqueta Garland, así como tío de los hermanos Miró-Quesada Garland.
Realizó sus estudios en el colegio Sagrados Corazones Recoleta y en la Universidad Mayor de San Marcos.
En 1925, se casó con la ciudadana boliviana Carmela de Iturralde Chinel, con quien tuvo tres hijos, Gonzalo, Susana y María del Carmen Garland.
Luego de ingresar al servicio diplomático, ocupó diversos puestos en el extranjero y en el Ministerio de Relaciones Exteriores hasta que, en 1930, fue nombrado cónsul general y encargado de negocios de la legación peruana en Panamá. Ascendido a ministro consejero, en 1933, pasó con este puesto a Buenos Aires, donde asumió la jefatura de la embajada como encargado de negocios. En 1937, fue destinado a Montevideo con la misma posición y, en 1939, a Washington D. C. como ministro consejero.
En 1941, fue designado ministro plenipotenciario en República Dominicana ante el gobierno de Rafael Trujillo, siendo reemplazado por Juan de Osma y Pardo en 1943. Desde este año hasta 1945 desempeñó su antiguo puesto de ministro consejero en la embajada peruana en Washington D. C. En 1945, el presidente Bustamante y Rivero lo designó embajador de la República en Bolivia, puesto que él mismo había ocupado antes de ser electo ese año. Dos años después, en 1947, fue destinado a Suecia como ministro plenipotenciario en reemplazo de José Ortiz de Zevallos.
En 1949, el gobierno militar lo nombró embajador en Venezuela, puesto que ocupó hasta 1957. Posteriormente, desde 1958 fue Embajador del Perú en Roma, Italia, hasta los primeros años de la primera mitad de los años sesenta. El 23 de enero de 1960 recibió de parte del Presidente Constitucional del Perú, Manuel Prado, y del Ministro de Relaciones Exteriores, la más alta condecoración del gobierno, la Gran Cruz de la Orden del Sol, por sus extraordinarios méritos y servicios.   
Retirado del servicio diplomático, se dedicó a enseñar en la Academia Diplomática de Lima y falleció en Lima en 1982.  Al momento de su entierro un representante del Ministerio de Relaciones Exteriores lo calificó en un discurso como el mejor diplomático y Embajador peruano de la primera mitad del siglo XX.